# Lettre de cachet
Pour les articles homonymes, voir Lettre et Cachet.

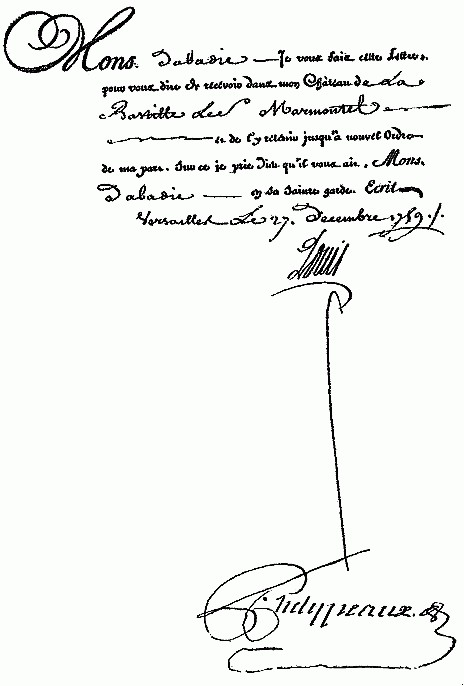
Lettre de cachet signée Louis XV, ordonnant en 1759 l'embastillement de Jean-François Marmontel.

Une lettre de cachet (aussi appelée lettre close ou lettre fermée) est, sous l’Ancien Régime en France, une lettre servant à la transmission d’un ordre particulier du roi, permettant par exemple l'incarcération sans jugement, l'exil ou encore l'internement de personnes jugées indésirables par le pouvoir. Instrument emblématique de la monarchie absolue, particulièrement au cours de la période moderne et surtout au XVIIIe siècle, période de son apogée, elle incarne un pouvoir centralisé et une administration rapide et discrète. D’abord réservée aux affaires d’État, la lettre de cachet devient un moyen répressif de plus en plus courant, notamment au service de la police et des familles pour ordonner des internements administratifs.

## Définition
Les lettres de cachet, dont l'expression remonte au XVIe siècle, mais dont l'origine est plus lointaine, sont des documents pliés, muni d'une fente par laquelle passe une bandelette de papier scellée du cachet royal et qui portent la signature du roi (même si elles ne sont pas de sa main) et celle d'un secrétaire d'État. Elles ne doivent être lues que par le destinataire, contrairement aux lettres patentes, lettres publiques et opposables à tous. Le sceau employé n'est pas celui de la chancellerie, mais le sceau dit « du secret » ou « cachette » : il porte les armes royales, mais ses dimensions sont plus réduites que le sceau de grande ou petite chancellerie ; il est conservé par le chambellan. Les lettres de cachet ne doivent pas être confondues avec les lettres de sceau, qui portent elles aussi le cachet, mais sur le recto, et sont envoyées ouvertes.

## Histoire
La lettre de cachet n'a pas a priori de caractère disciplinaire : les ordres adressés directement par le roi à l'un de ses officiers affectent toute la forme de la lettre de cachet. C'est aussi le moyen utilisé par le roi pour rappeler un officier à ses devoirs : ainsi les lettres adressées aux membres du parlement de Paris pour les forcer à enregistrer un édit.
La lettre de cachet à caractère disciplinaire relève de la justice retenue du roi. Il s'agit d'abord d'ordres d'emprisonnement concernant des accusations d'atteinte à la sécurité du royaume : c'est ainsi qu'une lettre de cachet ordonne en 1661 à d'Artagnan, capitaine des mousquetaires, de se saisir de Nicolas Fouquet et de le conduire dans une maison forte. À partir de Louis XIV s'y ajoutent les affaires touchant l'ordre public au sens large. Sous Louis XV et son représentant le lieutenant général marquis d'Argenson, elles se banalisent, devenant des imprimés préremplis (motifs : persécution religieuse, internement des fous, libertinage, libelle) ne portant pas nécessairement la signature royale.
Les lettres concernant des particuliers sont rédigées par les services ministériels pour suppléer un vide juridique : il s'agit par exemple de commuer en détention la peine de bagne à laquelle une femme a été condamnée ; de faire enfermer un dément ou un ivrogne ou une prostituée à l'hôpital général mais aussi, à la demande du lieutenant général de police, de faire enfermer un individu à la prison de l'Abbaye pour des délits de presse, des réunions jansénistes, etc. En effet, l'emprisonnement ne fait pas partie de l'arsenal des peines prévues dans le code criminel de l'Ancien Régime : les prisons ne servent qu'aux débiteurs ou aux accusés en attente de leur jugement.

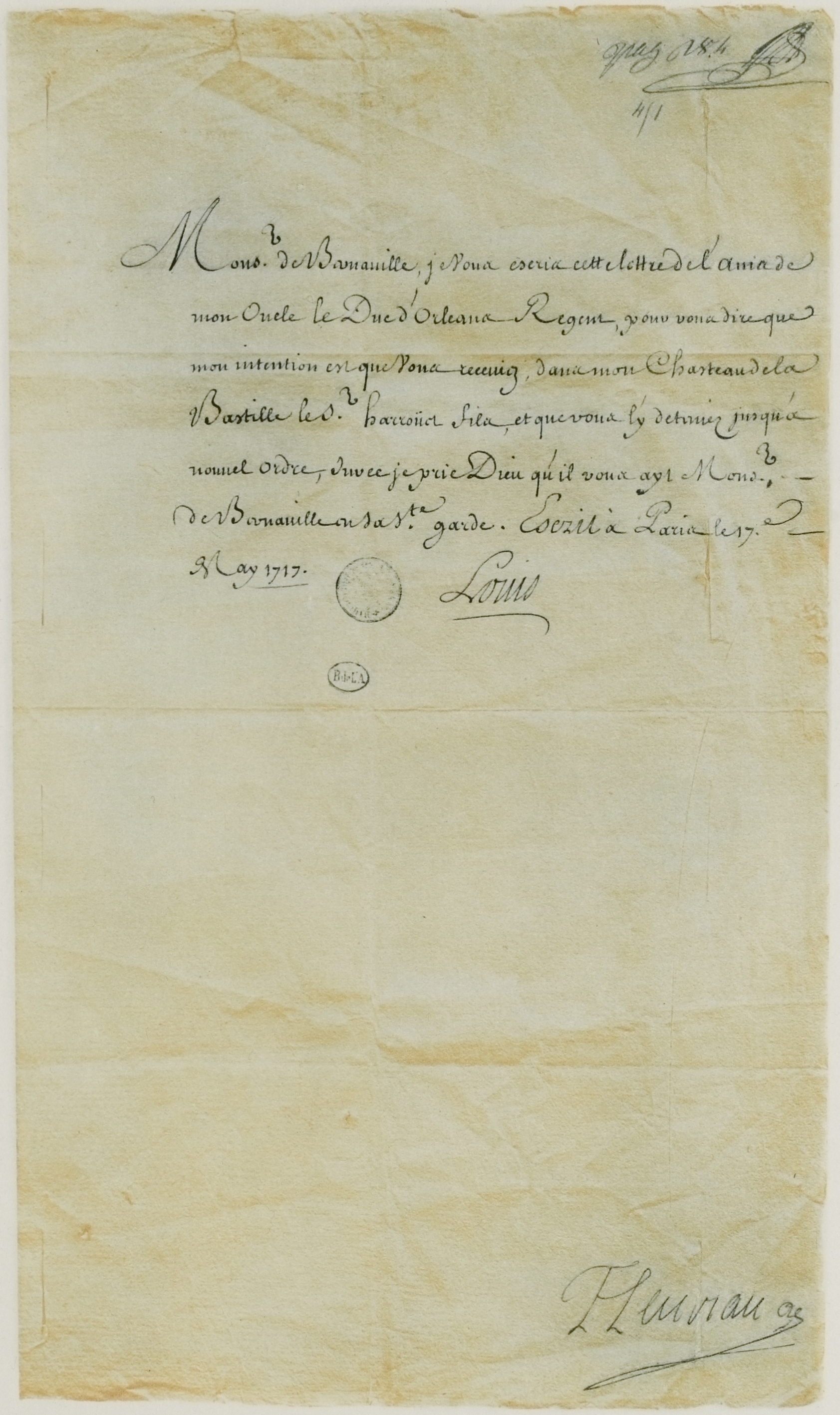
Lettre de cachet demandant l'embastillement de Voltaire, en 1717.

La lettre de cachet à destination d'une prison du roi est le plus souvent prise à la demande, et aux frais des familles (aussi bien des nobles que des artisans) pour faire emprisonner un de ses membres, soit pour des raisons disciplinaires (cas de Mirabeau pour dettes de jeux et prodigalité à la demande de son père), soit pour le faire échapper à une condamnation criminelle (cas de Donatien de Sade à la demande de sa belle-mère pour éviter la honte d'une condamnation à mort pour viol), soit encore pour éviter la mésalliance d'un fils amoureux ou se débarrasser d'un héritier gênant. En effet, la détention dans une prison royale confère une immunité qui met hors de portée du système judiciaire ordinaire. Devant cette banalisation de la lettre réclamée par les familles, le roi cherche à éviter les abus et fait procéder à des enquêtes pour éviter les fausses accusations. Louis XVI réglemente cette pratique par la circulaire Breteuil (mars 1784) qui limite la durée de détention consécutive aux lettres de cachet sollicitées par les familles. La lettre de cachet ne concerne des affaires d'État que pour une très faible minorité du corpus, de l'ordre de 4 ou 5 %. Aussi la lettre de cachet, stigmatisée comme un symbole de l'arbitraire royal et dénoncée par Mirabeau comme l'« arme la plus sûre du pouvoir arbitraire », fait partie de la légende noire de l'Ancien Régime.
Elle présente les avantages de la discrétion et de la rapidité pour le monarque. Aussi est-elle parfois préférée au procès public lorsque l'importance de l'affaire risque d'éclabousser l’État, à l'image de l'arrestation du prince de Condé sur ordre de Mazarin lors de la Fronde. À partir du XVIIe siècle, dans la littérature politique, la lettre de cachet n'est plus entendue que comme un ordre privatif de liberté, demandant à des officiers de police l'emprisonnement, l'élargissement ou l'assignation à résidence d'une personne.
La lettre de cachet perd son caractère exceptionnel pour devenir un outil ordinaire, symbolisant l’arbitraire royal. Le déclin des lettres de cachet s’accentue dès les années 1770, leur usage détourné par les familles ternissant l’image de l’autorité royale et de la monarchie absolue. Sa perception par la société de l’Ancien Régime et son examen par les Lumières en font un objet de controverses, renforçant l'image d’une monarchie oppressive. Elles restent néanmoins perçues comme nécessaires à la paix des familles et à l’ordre social, suscitant des appels à la réforme plutôt qu’à la suppression. Dans les années 1780, des tentatives de réforme visent une utilisation plus juste, mais ces efforts tardifs échouent face aux abus enracinés. En 1789, malgré leur rôle social, les lettres de cachet, notamment pour les affaires privées, sont condamnées à disparaitre sous la pression de l'opinion publique.

## Grand cachet et petit cachet

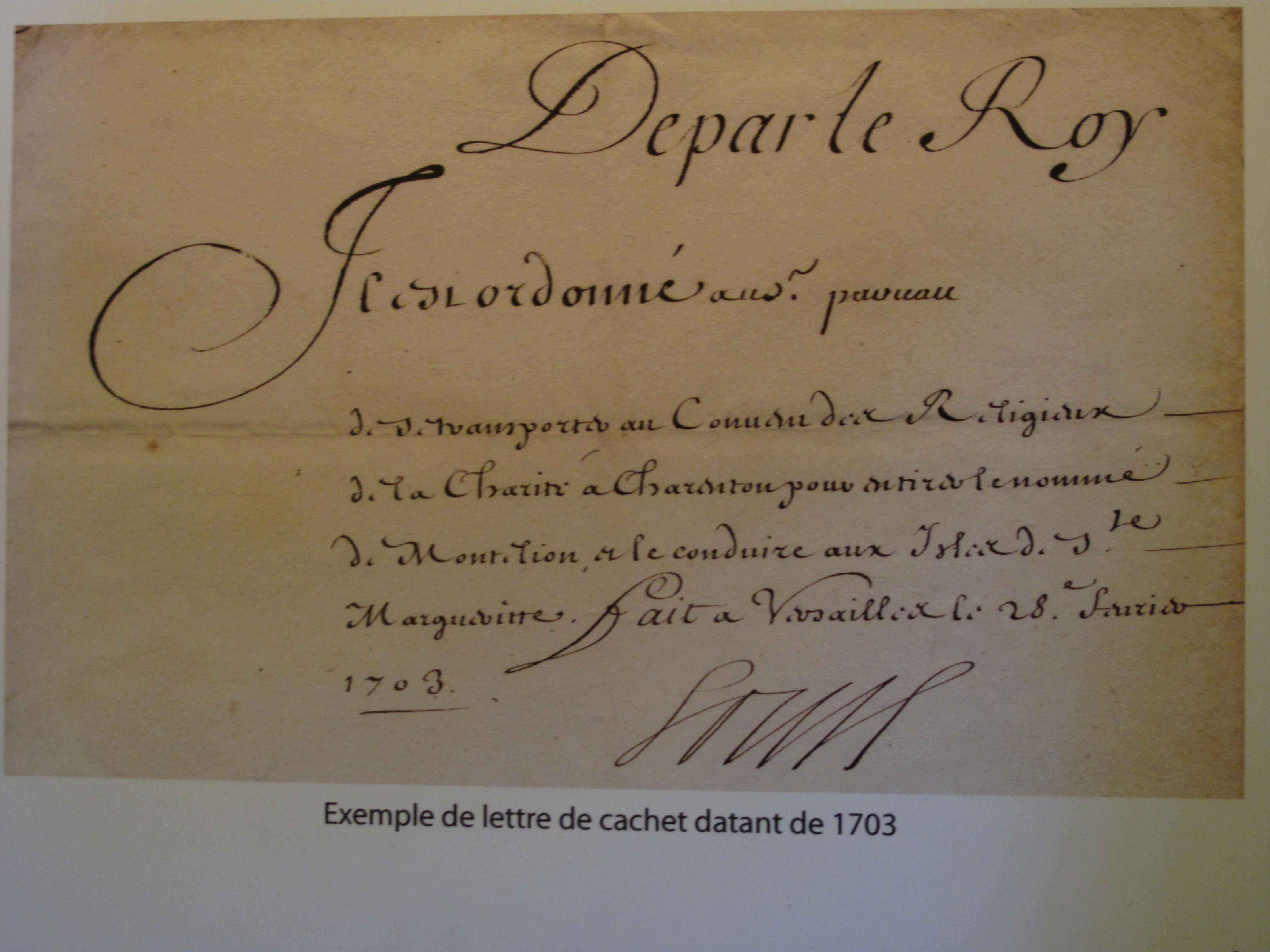
Lettre de cachet (1703)

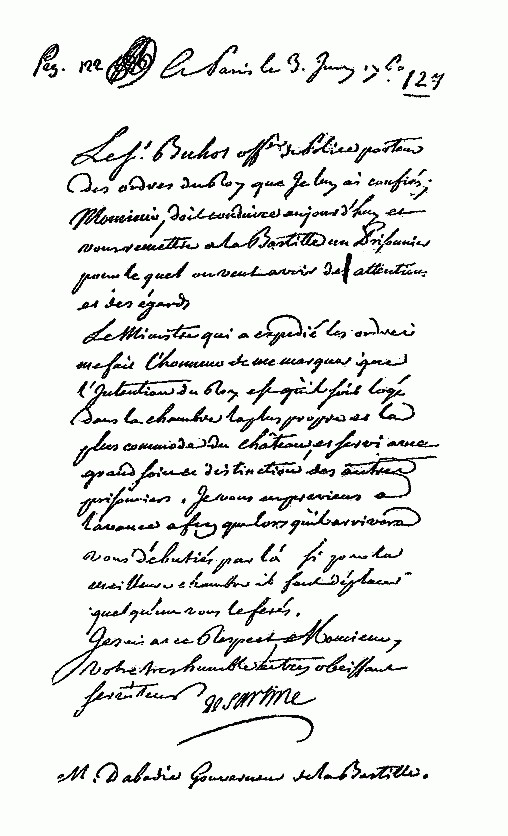
Lettre de cachet signée d'Antoine de Sartine (1759).

Une lettre de cachet peut être expédiée du mouvement du roi – c'est la lettre de « grand cachet ». C'est typiquement le cas des incarcérations politiques, telles celles de Voltaire ou de Diderot.
Elle peut également l'être sur requête d'un particulier – c'est la lettre de « petit cachet ». Ainsi, Voltaire lui-même requiert une lettre de cachet pour l'incarcération d'une tripière menant tapage dans le voisinage. En effet, cette intervention est théoriquement réservée à des petits délits, à l'exclusion des crimes. Elle est souvent demandée pour des affaires privées où les plaignants veulent agir rapidement et sans tapage public. On peut les grouper en cinq catégories :
- folie et irresponsabilité ;
- excès de jeunesse ;
- libertinage ;
- mariage inégal (typiquement entre la noblesse et le peuple) ;
- délits ou crimes plus graves.

Conséquences de lettres de cachet :
- détention illimitée (pour les fous) ;
- un à deux ans de prison pour les personnes qui, selon les termes du baron de Breteuil, dans sa circulaire du 25 octobre 1784 : « sans avoir troublé l'ordre public par des délits, sans avoir rien fait qui ait pu les exposer à la sévérité des peines prononcées par la loi, se sont livrées à l'excès de libertinage, de la débauche et de la dissipation[10] » ;
- « peines afflictives importantes pour ceux qui ont commis des actes de violence ou des crimes qui intéressent l'ordre et la sûreté publique et que la justice, si elle en eût pris connaissance, eût puni de peines (…) déshonorantes pour les familles[11]. »

La lettre prend normalement la forme suivante :

« Monsieur Untel, je vous fais cette lettre pour vous dire que ma volonté est que… Sur ce, je prie Dieu qu'il vous ait, Monsieur Untel, en sa sainte garde. »

En fait, un ordre d'incarcération peut très bien être expédié ouvert, et à la troisième personne. En revanche, il est toujours contresigné par un secrétaire d'État.
Le bureau des placets était ouvert au public à Paris pour faire à un ministre, la demande d'une lettre de cachet. Les archives contenant les lettres de demandes, les dossiers d'enquêtes et les délibérations, ont été conservés dans le fonds de La Bastille et étudiés par des historiens.
La procédure est la suivante : la famille envoie au roi une supplique motivée. En cas de « scandale public », la requête peut émaner du curé de la paroisse, de l'évêque du diocèse ou du seigneur local. Elle est examinée par le lieutenant général de police ou par un intendant, qui ordonne une enquête, généralement accomplie par le subdélégué local, l'intendant se contentant de reprendre les conclusions de ce dernier. L'enquête est généralement assez longue. Les vérifications portent principalement sur deux points : l'exactitude des faits relatés et la solvabilité des parents de l'intéressé. En effet, le détenu par lettre de cachet doit payer lui-même sa pension. Il arrive qu'on le relâche s'il n'en est plus capable.
De 1741 à 1775, près de vingt mille lettres sont ainsi expédiées. Le nombre de lettres ne cesse d'augmenter au cours du XVIIIe siècle : ainsi, en Bretagne, on compte dix lettres par an de 1735 à 1750, puis vingt à quarante par an de 1778 à 1789. Cette croissance s'explique par l'augmentation du nombre de demandes et non par une sévérité accrue de l'administration royale. Au contraire, celle-ci se montre de plus en plus réticente à accorder des lettres de cachet. Malesherbes, ministre de la Maison du Roi en 1775, tente en vain de les supprimer. En 1786, le baron de Breteuil écrit ainsi que « la prodigalité d'un homme marié et sa passion pour le jeu ne sont pas des motifs suffisants pour le priver de sa liberté. » De plus en plus, on laisse donc trancher la justice ordinaire, surtout pour des affaires financières. Le libertinage, en l'absence de scandales caractérisés, n'est plus un motif suffisant. La Constituante abolit les lettres de cachet par un décret en date des 16-26 mars 1790.